# ييراي سابارييغو
ييراي سابارييغو (بالإسبانية: Yeray Sabariego) (4 يونيو 1993 بباديا ديل فاليس في إسبانيا - ) هو لاعب كرة قدم إسباني في مركز جناح ‏. لعب مع نادي ساباديل وCE Sabadell FC B ‏.

## روابط خارجية
- ييراي سابارييغو على موقع قاعدة بيانات كرة القدم.إي يو (الإنجليزية)
- ييراي سابارييغو على موقع Soccerway.com (الإنجليزية)
- ييراي سابارييغو على موقع AS.com (الإسبانية)